# セブンスポット
セブンスポットは、セブン&アイグループが運営していた公衆無線LANサービスである。
2023年3月31日（木）よりサービスを終了している。

## 概要
2011年12月1日、東京都23区内にあるセブン-イレブン・イトーヨーカドー・そごう・西武・デニーズ（一部店舗を除く）においてサービスを開始。セブン&アイ・ホールディングスとNTT東日本の協業により、セブン&アイグループの各店舗にフレッツ光回線を敷設し、NTTBP公衆無線LAN設備を設置するものである。
セブンスポット会員およびセブンネットショッピング会員は、インターネット接続サービスを1日につき3回利用できる他、各種の限定コンテンツのダウンロードサービスを受けられる。また、任天堂が運営する街頭サービス「ニンテンドーゾーン」にも対応しており、ニンテンドーDSシリーズ、ニンテンドー3DSまたはニンテンドー3DSLLでアクセスすることでコンテンツ提供サービス「7SPOTでDS」を利用することが可能となっている。既に3DSシリーズ向けの配信サービスは終了しており、それ以降は3DSのインターネットブラウザーからスマホやパソコンで作成したセブンスポットのアカウントでログインする形でインターネット接続サービス（1日につき1時間3回分）のみの利用が可能となっている（ニンテンドーeshop等の3DSソフトのオンラインサービスは可能である）。
2012年2月までに東京23区内のおよそ1300店舗で先行されていたが、同年12月1日から全国展開し、2014年2月時点で全国約14000店舗でサービスを展開している。
2015年10月から、1日につき1時間×3回までの利用のみと制限されていたものが、AndroidとiOSのセブンイレブン公式アプリを使えば接続回数無制限で使えるようになった。
2022年3月31日をもってサービスの提供が終了した。

### ローミングサービス
以下のWi-fi接続サービスからも利用できる。
- フレッツ・スポット（サービス開始時 - 、NTT東日本エリアのみ）
- docomo Wi-Fi（2011年12月17日 - [7]）
- d Wi-Fi（2020年3月18日 - ）
- Japan Connected-free Wi-Fi（2014年2月27日 - [4]）

## 利用方法
セブンスポット・セブンネットショッピング・MANTA会員
SSID「7SPOT」に接続した後、ブラウザからサービスを利用する。インターネットを利用する場合はブラウザへID・パスワードを入力する。
フレッツスポット・docomo Wi-Fi・Japan Connected-free Wi-Fi会員
通常のWi-Fi利用と同じ。

## 備考
セブンスポット会員向けのインターネット接続サービスにおいて、サービス開始当初楽天市場やAmazon.co.jpへの接続をフィルタリングにより遮断していたことが明らかになった。なおこの問題が露見した直後、両者へのフィルタリングは解除され、現状では明らかに違法性があったり有害なサイト以外の接続には制限を設けていないとしている。また、このことが「利用者の許可を得ずに特定サイトへの通信を遮断していた」として、2012年4月4日に総務省から施設を設置したNTTブロードバンドプラットフォームに対し、再発防止を求める行政指導を行っている。